# De Havilland DH.11 Oxford
Il de Havilland DH.11 Oxford, citato anche come Airco DH.11, fu un bombardiere biplano bimotore realizzato dall'azienda britannica Airco alla fine degli anni dieci del XX secolo e rimasto allo stadio di prototipo.
Progettato per sostituire l'obsoleto bombardiere Airco DH.10, fu concepito per essere equipaggiato con il motore ABC Dragonfly, ma dimostratosi non all'altezza del suo compito il suo sviluppo fu abbandonato.

## Storia del progetto
Il DH.11 Oxford fu progettato da Geoffrey de Havilland per conto dell'Aircraft Manufacturing Company come un bombardiere biplano diurno destinato a rimpiazzare il precedente modello DH.10. Fu concepito, seguendo le specifiche del contratto di commissione, per l'utilizzo del motore radiale ABC Dragonfly, che su carta prometteva prestazioni eccellenti tanto da essere commissionato in gran numero dalla Royal Air Force. Il DH.11 avrebbe usufruito di due di questi motori e sarebbe stato costruito completamente in legno, dalla fusoliera lunga e rifinita ed offrendo un grande campo visivo agli artiglieri a bordo.
Il primo prototipo volò nel gennaio 1919 e subito si dimostrò come un velivolo ingestibile per via delle basse prestazioni dei motori, soggetti a forte surriscaldamento e intense vibrazioni. Altri due prototipi in lista per la costruzione furono annullati e del progetto non si fece più nulla.

## Versioni
- Oxford Mk I - Prototipo - equipaggiato con 2 motori radiali ABC Dragonfly 9 cilindri, un solo esemplare.
- Oxford Mk II - Versione proposta con motori Siddeley Puma, mai realizzata.
- DH.12 - Versione proposta con motori Dragonfly e postazioni artiglieri modificate, mai realizzata.